# بعثة الولايات المتحدة الاستكشافية

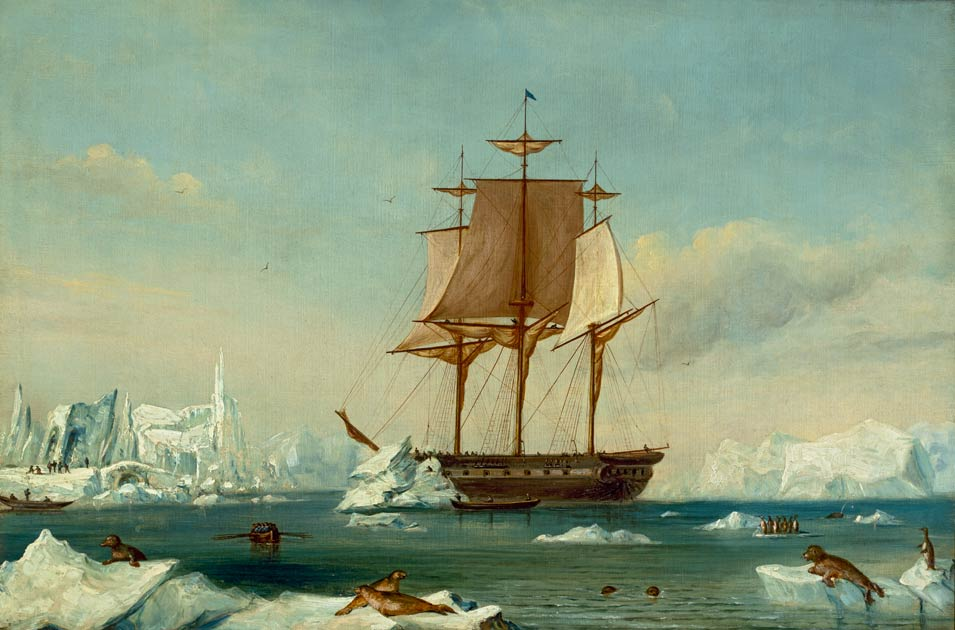
في خليج خيبة الأمل، القارة القطبية الجنوبية، في وقت مبكر من سنة1840

بعثة الولايات المتحدة لاستكشاف 1838-1842 كانت رحلة لاستكشاف ومسح المحيط الهادئ والأراضي المحيطة التي قامت بها الولايات المتحدة. كان الضابط الأصلي المعين القائد توماس آب كاتسبي جونز. وطلب الرئيس جون كوينسي آدمز تمويل البعثة الأصلية في عام 1828، ولكن الكونغرس لم ينفذ التمويل إلا بعد ثماني سنوات. في مايو 1836، أذن الكونجرس أخيراً برحلة استكشاف المحيطات وأنشأها الرئيس أندرو جاكسون.
تسمى الرحلة أحيانًا "US Ex. Ex" اختصارًا، أو «رحلة ويلكس» تكريمًا لقائدها المعين المقبل، الملازم تشارلز ويلكس في البحرية الأمريكية. كانت هذه الرحلة ذات أهمية كبيرة لنمو العلوم في الولايات المتحدة، لا سيما في مجال علم المحيطات الناشئ آنذاك. خلال هذا الحدث، كان الصراع المسلح بين سكان جزر المحيط الهادئ والرحلة شائعاً وقُتل العشرات من السكان الأصليين في العمل، فضلًا عن عدد قليل من الأمريكيين.

## التحضيرات
من خلال جهود الضغط التي بذلها جيرمايا إن رينولدز، أصدر مجلس النواب الأمريكي قرارًا في 21 مايو 1828، يطلب فيه من الرئيس جون كوينسي آدمز إرسال سفينة لاستكشاف المحيط الهادئ. وكان آدامز حريصًا على القرار وأمر سكرتيرة البحرية لتجهيز سفينة الطاووس. ثم صوت مجلس النواب على اعتماده في ديسمبر ولكن توقف مشروع القانون في مجلس الشيوخ الأمريكي في فبراير 1829. ثم في عهد الرئيس أندرو جاكسون، أصدر الكونغرس تشريعًا في عام 1836 يوافق على مهمة الاستكشاف. ومرة أخرى، توقف الجهد تحت إشراف وزير البحرية ماهلون ديكرسون إلى أن تولى الرئيس فان بورين منصبه ودعم الجهود.
أساساً كانت البعثة تحت قيادة العميد جونز، لكنه استقال في نوفمبر 1837، وأحبط مع كل المماطلة. أسند وزير الحرب جويل روبرتس بوانسيت، في أبريل 1838، القيادة إلى ويلكس، بعد أن رفض المزيد من كبار الضباط القيادة. اشتهر ويلكس بالهيدروغرافيا والجيوديسيا والمغناطيسية. وبالإضافة إلى ذلك، تلقى ويلكس تدريبًا في الرياضيات من ناثانييل بوديتش، وأساليب التثليث من فرديناند هاسلر، والمغناطيسية الأرضية من جيمس رينويك.
كان من بين العاملين علماء الطبيعة والنبات، وعلماء المعادن، والتحنيط والآثار. نُقل على متن سفينة يو إس إس فينسينز (780 طنًا)، وشركة يو إس إس بيكوك (650 طنًا)، وشركة بريج يو إس بوربويس (230 طنًا)، وشركة إغاثة السفن التي جرى تجهيزها بالكامل، والتي كانت بمثابة مخزن، وشراعين هما سي غول (110 أطنان)، وشركة يو إس إس إيه للطائرات.
بعد ظهر يوم 18 أغسطس 1838، كانت السفن ترفع المرساة وتدخل البحر باسطة أشرعتها بالكامل. بحلول الساعة 0730 من صباح اليوم التالي، كانت قد اجتازت السفينة المنارة قبالة ويلوبي سبيت وأطلقت سراح الطيار. وتوجه الأسطول بعد ذلك إلى ماديرا مستفيدًا من الرياح السائدة.
وفي الوقت نفسه كان القائد جورج سي. في قيادة سرب الهند الشرقية على متن البارجة الرئيسية يو إس إس كولومبيا، جنبًا إلى جنب مع البارجة يو إس إس جون آدمز، في عملية الإبحار حول العالم عندما توقفت السفن للحملة العقابية الثانية سومطران، التي لم تتطلب أي منعطف.

## السفن والأفراد
تألفت البعثة مما يقارب 350 رجلاً، لم يتم تعيين الكثير منهم في أي سفينة محددة. وخدم آخرون في أكثر من سفينة واحدة.
السفن
يو إس إس فينيسيا- سلوب من الحرب، 780 طنًا، 18 مدفعاً، الرئيسية.
يو إس إس بيكوك سلوب من الحرب، 650 طنًا، 22 مسدساً.
إغاثة الولايات المتحدة -سفينة مجهزة بالكامل، 468 طنًا، 7 مدافع.
يو إس إس بربوس برغ، 230 طن، 10 أسلحة.
يو إس إس سي غول شونر، 110 أطنان، سلاحين.
USS طيار السمك - شونر، 96 طنًا، بندقيتين.
يو إس إس أوريغون بريج، 250 طنًا، سلاحين.